# Palność
Palność – zdolność materiału do podtrzymywania ognia.
Wartość palności jest oznaczana jako współczynnik OI (ang. Oxygen Index), który wyraża procentową zawartość tlenu w mieszance z azotem niezbędną do podtrzymania palenia się materiału, którego temperatura w chwili zapłonu wynosiła 20 °C.
Materiały dla których OI jest mniejsze niż 21 (czyli normalna zawartość tlenu w powietrzu) są określone jako łatwopalne. Materiały dla których OI jest w granicach pomiędzy 21 i 28 są określane jako trudnopalne, natomiast dla OI równego lub większego niż 28 jako niepalne.
W rzeczywistości palność materiałów zależy od większej ilości czynników niż tylko zawartość tlenu w atmosferze. Niemniej jednak współczynnik OI jest stosowany w próbach palności urządzeń elektrycznych w umownych warunkach pożarowych.